# 連句アニメーション「冬の日」
『連句アニメーション 冬の日 松尾芭蕉七部集より』（れんくアニメーション ふゆのひ まつおばしょうしちぶしゅうより）は、日本のアニメーション映画作品。2003年12月13日公開。第7回（2003年）文化庁メディア芸術祭アニメーション部門大賞受賞作品。

## 概要
川本喜八郎が企画・監督を行い、松尾芭蕉の芭蕉七部集の一『冬の日』を題材にした35人のアニメーション作家による「連句アニメーション」である。製作過程を追い、各アニメーション作家が担当した句をどう解釈したかを追った長編ドキュメンタリー『冬の日の詩人たち』も製作され併映された。
第1話「発句」は、川本と親友であるユーリ・ノルシュテインが担当した。
堀切実は連句のダイナミックな展開が、アニメーションにおける画像の連続的な変化に通じていると指摘している。連句の付け合いし続ける微妙な呼吸のおもしろさがアニメーションにはないことを承知の上で、二句間の変化と、アニメーションの画面と画面との瞬間的な間の呼吸との共通点を指摘している。

## 出演
声の出演
- 芭蕉 - 三谷昇
- 野水 - 岸田今日子
- 荷兮 - 柏木隆太
- 杜国 - 佐々木睦
- 重五 - 吉見一豊
- 正平 - 渡辺穣

## 参加作家/各句
| 番号 | 担当作家                 | 句           | 俳人 |
| 序   | 序                       | 序           | 序   |
| ---- | ------------------------ | ------------ | ---- |
| 1    | ユーリ・ノルシュテイン   | 発句         | 芭蕉 |
| 2    | 川本喜八郎               | 脇句         | 野水 |
| 3    | 大井文雄                 | 初表三句     | 荷兮 |
| 4    | 野村辰寿                 | 初表四句     | 重五 |
| 5    | 鈴木伸一                 | 初表五句     | 杜国 |
| 6    | 福島治                   | 初表六句     | 正平 |
| 破   |                          |              |      |
| 7    | 石田卓也                 | 初裏一句     | 野水 |
| 8    | ラウル・セルヴェ         | 初裏二句     | 芭蕉 |
| 9    | 守田法子                 | 初裏三句     | 重五 |
| 10   | 島村達雄                 | 初裏四句     | 荷兮 |
| 11   | 奥山玲子／小田部羊一     | 初裏五句     | 芭蕉 |
| 12   | アレキサンドル・ペトロフ | 初裏六句     | 杜国 |
| 13   | 米正万也                 | 初裏七句     | 荷兮 |
| 14   | 久里洋二                 | 初裏八句     | 野水 |
| 15   | うるまでるび             | 初裏九句     | 杜国 |
| 16   | 林静一                   | 初裏十句     | 重五 |
| 17   | 一色あづる               | 初裏十一句   | 野水 |
| 18   | ブシェチスラフ・ポヤール | 初裏十二句   | 芭蕉 |
| 19   | 保田克史                 | 名残表一句   | 重五 |
| 20   | 片山雅博                 | 名残表二句   | 荷兮 |
| 21   | マーク・ベイカー         | 名残表三句   | 芭蕉 |
| 22   | 伊藤有壱                 | 名残表四句   | 杜国 |
| 23   | 黒坂圭太                 | 名残表五句   | 荷兮 |
| 24   | 横須賀令子               | 名残表六句   | 野水 |
| 25   | 浅野優子                 | 名残表七句   | 杜国 |
| 26   | IKIF                     | 名残表八句   | 重五 |
| 27   | 王柏栄                   | 名残表九句   | 野水 |
| 28   | 高畑勲                   | 名残表十句   | 芭蕉 |
| 29   | ひこねのりお             | 名残表十一句 | 重五 |
| 30   | 森まさあき               | 名残表十二句 | 荷兮 |
| 急   |                          |              |      |
| 31   | 古川タク                 | 名残裏一句   | 芭蕉 |
| 32   | コ・ホードマン           | 名残裏二句   | 杜国 |
| 33   | ジャック・ドゥルーアン   | 名残裏三句   | 荷兮 |
| 34   | 湯崎夫沙子               | 名残裏四句   | 野水 |
| 35   | 山村浩二                 | 名残裏五句   | 杜国 |
| 36   | 川本喜八郎               | 挙句         | 重五 |

## 表彰
- 第77回キネマ旬報ベスト・テン文化映画 第3位
- 第18回デジタルコンテンツグランプリ ジャンル賞、芸術賞
- 平成15年度文化庁メディア芸術祭アニメーション部門大賞
- 第58回毎日映画コンクール大藤信郎賞

## ドキュメンタリー
『冬の日の詩人たち』（ふゆのひのしじんたち）と題して本作メイキングと作家インタビューで構成された長編ドキュメンタリーが製作され、本作と併せて企画上映された。